# St. Lawrence (Dakota du Sud)
Pour les articles homonymes, voir St. Lawrence, Lawrence et Saint-Laurent.
St. Lawrence est une municipalité américaine située dans le comté de Hand, dans l'État du Dakota du Sud.
La localité est fondée en 1881, sous le nom de Rex, en l'honneur de l'un de ses premiers habitants. Elle prend par la suite le nom de St. Lawrence en référence au golfe du Saint-Laurent.

## Démographie
| 1890 | 1900 | 1910 | 1920 | 1930 | 1940 |
| ---- | ---- | ---- | ---- | ---- | ---- |
| 320  | 115  | 305  | 390  | 413  | 297  |

| 1950 | 1960 | 1970 | 1980 | 1990 | 2000 |
| ---- | ---- | ---- | ---- | ---- | ---- |
| 261  | 290  | 249  | 223  | 223  | 210  |

| 2010 | - | - | - | - | - |
| ---- | - | - | - | - | - |
| 198  | - | - | - | - | - |

Selon le recensement de 2010, St. Lawrence compte 198 habitants. La municipalité s'étend sur 0,34 milles carrés (0,88 km2).